# Dolnji Lakoš
Dolnji Lakoš este o localitate din comuna Lendava, Slovenia, cu o populație de 243 de locuitori.